# Kansas City
«Kansas City» (с англ. — «Канзас-Сити») — песня, написанная Либером и Столлером в 1952 году. Впервые была записана Литлом Вилли Литлфилдом в том же году. Наиболее популярной стала версия Уилберта Харрисона, выпущенная в 1959 и занявшее 1-е место в американском хит-параде. Песню также записывали Билл Хейли (1960), Бренда Ли (1961), Пегги Ли (1962), The Everly Brothers (1965), Джеймс Браун (1967), Мадди Уотерс (1979) и др. The Beatles в 1964 году записали «Kansas City», опираясь на версию Литла Ричарда (1958).

## Версия The Beatles
The Beatles исполняли «Kansas City» ещё на своих ранних концертах в гамбургских клубах. Сохранилась запись выступления конца декабря 1962 года в клубе «Стар», на которой представлена «Kansas City». Исполнение песни на радиопередаче Би-би-си позже вошло в сборник «Live at the BBC» (1994). Впервые же «Kansas City» была формально записана The Beatles 18 октября 1964 года и включена в альбом «Beatles for Sale», вышедший в декабре 1964 года. За основу своей версии участники группы взяли попурри Литла Ричарда, который соединил «Kansas City» со своей ранней песней «Hey-Hey-Hey-Hey!» (это попурри вышло в 1958 году на стороне «Б» сингла «Good Golly Miss Molly»). Песня была записана с одной попытки. Песню также можно услышать в фильме «Пусть будет так». Пол Маккартни позже записал песню для своего альбома «Снова в СССР» (1988).